# Kilian Reuter
Kilian Reuter, latinisiert auch Chilianus eques (Mellerstatinus) und Chilian Reuther (* vor 1480 in Mellrichstadt; † 1516 in Wittenberg), war ein deutscher Humanist und Dramatiker.

## Leben
Reuter ist erstmals an der Universität Köln nachweisbar. Vermutlich war er ein Mitglied der thomistischen Montana-Burse und hatte sich an der Kölner Hochschule den Grad eines Magisters erworben. Denn er machte mit Stolz darauf aufmerksam, dass Lambertus de Monte († 1499) sein Lehrer war. In Köln nahm er auch ein Studium der Rechtswissenschaften auf, das er als Baccalaureus der Rechte abschloss, wie es 1507 an seinem neuen Wirkungsort der Universität Wittenberg nachweisbar ist. In Köln befreundete er sich auch mit Georg Sibutus, nahm an dessen Krönung zum Poeta Laureatus teil und bereicherte dessen „Panegyricus“ um ein Gedicht. Mit Sibutus wechselt er auch an die im Wintersemester 1505 an die junge Wittenberger Hochschule.
Hier hielt er seit 1506 Vorlesungen als Thomist nach der Logik nach Petrus Hispanus. Er wurde 1509 an die philosophische Fakultät der Wittenberger Akademie aufgenommen, übernahm im selben Jahr den Lehrstuhl für Naturphilosophie nach Thomas von Aquin und wurde, nachdem er 1513 eine Tochter des einflussreichen Wittenberger Bürgers Thilo Dehne geheiratet hatte, im Wintersemester 1514 Dekan der philosophischen Fakultät. Unter anderem hatte er in seiner Wittenberger Lehrzeit Kontakt zu Ulrich von Hutten. Letztmals ist er im Wintersemester 1516 nachweisbar, als Doktor der beiden Rechte und Dekan der juristischen Fakultät. Martin Luther bezeugt seinen frühen Tod. Daher geht man davon aus, dass er im Winter 1516 verstorben ist.
Bereits 1507 hat Reuter in Leipzig die fünfaktige Comedia gloriose parthenices et martiris Dorothee agoniam passionemque depingens veröffentlicht, die an die Dramen von Hrotsvit von Gandersheim anknüpft. Stofflich knüpft Reuter an die mittelalterliche Tradition der Dorotheenspiele in Sachsen an, wesentliche Motive, Handlungselemente und wörtliche Wendungen entnimmt er Hrotsvits Dulcitius und Sapientia. Trotz eigener originell-humorvoller Zusätze im Wesentlichen dramatisierten Dialog orientiert er sich an der Beherrschung der lateinischen Sprache und der antiken Dramenform. Er versuchte mit diesem kaum für eine Bühnenfassung gedachten Märtyrerdrama einen christlichen Stoff mit antiken bzw. antikisierenden Elementen zu verbinden, um so die scholastische Kritik an der humanistischen Rezeption „heidnischer“ Texte zu unterlaufen. Dieser Ansatz blieb jedoch ohne Nachwirkung. Seine Witwe verstarb im Februar 1528.